# 3.ª División de Portaaviones (Japón)
La 3.ª División de Portaaviones (第三航空戦隊 Dai-san Kōkū Sentai?) fue una unidad de portaaviones de la Armada Imperial Japonesa.

## Historia

### Segunda Guerra Mundial
Al comienzo de la Guerra del Pacífico en la Segunda Guerra Mundial, la división estaba compuesta por los portaaviones Zuihō y Hōshō, junto con los destructores Mikazuki y Yūzuki. El Zuihō participó en la batalla del Mar de Filipinas y en la batalla del Golfo de Leyte.
Tras la dura derrota en la batalla de cabo Engaño, la división fue disuelta.

## Historial
| Fecha                   | Unidad                  | Unidades                                                  |
| ----------------------- | ----------------------- | --------------------------------------------------------- |
| 1 de junio de 1936      | Flota Combinada         | Kamoi                                                     |
| 1 de junio de 1936      | Flota Combinada         | 28.ª División de Destructores: Asanagi, Yūnagi            |
| 1 de diciembre de 1936  | Disuelta.               | Disuelta.                                                 |
| 27 de agosto de 1937    | 3.ª Flota               | Kamoi                                                     |
| 20 de octubre de 1937   | Flota del Área de China | Kamoi, Notoro                                             |
| 1 de diciembre de 1937  | 3.ª Flota               | Kamoi, Kagu Maru, Kamikawa Maru                           |
| 1 de febrero de 1938    | 5.ª Flota               | Kamoi, Kagu Maru, Kamikawa Maru                           |
| 15 de diciembre de 1938 | Disuelta.               | Disuelta.                                                 |
| 15 de noviembre de 1940 | 1.ª Flota               | Ryūjō, Hōshō                                              |
| 15 de noviembre de 1940 | 1.ª Flota               | 34.ª División de Destructores: Akikaze, Tachikaze, Hakaze |
| 11 de agosto de 1941    | 1.ª Flota               | Zuihō, Hōshō, Mikazuki, Yūzuki                            |
| 1 de abril de 1942      | Disuelta.               | Disuelta.                                                 |
| 1 de febrero de 1944    | 3.ª Flota               | Chitose, Chiyoda, Zuihō, 653.º Grupo Aéreo Naval          |
| 15 de agosto de 1944    | 3.ª Flota               | Zuikaku, Chitose, Chiyoda, Zuihō, 653.º Grupo Aéreo Naval |
| 15 de noviembre de 1944 | Disuelta.               | Disuelta.                                                 |